# Chiharu Matsuyama
Chiharu Matsuyama (松山千春, 16 de desembre de 1955) és un cantant i compositor japonés.
Va debutar amb el seu single Tabidachi el 1977 i arribà al èxit aviat amb els seus dos hits Toki no Itazura i Kisetsu no Naka de.

## Biografia
Va nàixer al poble d'Ashoro, a Hokkaido.

## Política
El 2011, Matsuyama va entrar en política afiliant-se al Nou Partit Daichi de Muneo Suzuki, nascut al mateix poble que ell. Abans, ja havia donat suport al ex-ministre del Partit Democràtic, Satoshi Arai, el qual es presentava com a candidat a les eleccions a governador de Hokkaidō de 2007. En 2019, de cara a les eleccions a la Cambra de Consellers del Japó de 2019, Matsuyama va fer campanya pel president del seu partit i compatriota Suzuki.
De les seues declaracions polítiques es desprén que el pensament de Matsuyama és de tall autonomista i regionalista de Hokkaido, just com l'ideologia del NDP.